# Olivier Verdon
Olivier Verdon (Clamart, Francia, 5 de octubre de 1995) es un futbolista franco-beninés. Juega de defensa y su equipo es el P. F. C. Ludogorets Razgrad de la Primera Liga de Bulgaria. Es internacional absoluto con la selección de Benín.

## Trayectoria
El defensor francés de origen africano debutó con el Girondins de Burdeos en 2017 en la Primera División francesa.
En verano de 2018 pasó a formar parte del F.C. Sochaux participando en un total de 27 partidos en la Segunda División francesa, en los que consiguió anotar un tanto.
Al finalizar la temporada fichó por el Deportivo Alavés de La Liga, que el 2 de septiembre lo cedió al K. A. S. Eupen hasta final de temporada.
Para la temporada 2020-21 volvió a salir prestado, marchándose el 4 de septiembre al P. F. C. Ludogorets Razgrad de la Primera Liga de Bulgaria. Tras disputar 30 partidos con el equipo búlgaro, este lo adquirió en propiedad.

## Palmarés

### Títulos nacionales
| Título                   | Club                        | País     | Año  |
| ------------------------ | --------------------------- | -------- | ---- |
| Primera Liga de Bulgaria | P. F. C. Ludogorets Razgrad | Bulgaria | 2021 |
| Supercopa de Bulgaria    | P. F. C. Ludogorets Razgrad | Bulgaria | 2021 |
| Primera Liga de Bulgaria | P. F. C. Ludogorets Razgrad | Bulgaria | 2022 |
| Supercopa de Bulgaria    | P. F. C. Ludogorets Razgrad | Bulgaria | 2022 |
| Copa de Bulgaria         | P. F. C. Ludogorets Razgrad | Bulgaria | 2023 |
| Primera Liga de Bulgaria | P. F. C. Ludogorets Razgrad | Bulgaria | 2023 |
| Supercopa de Bulgaria    | P. F. C. Ludogorets Razgrad | Bulgaria | 2023 |
| Primera Liga de Bulgaria | P. F. C. Ludogorets Razgrad | Bulgaria | 2024 |
| Supercopa de Bulgaria    | P. F. C. Ludogorets Razgrad | Bulgaria | 2024 |
| Primera Liga de Bulgaria | P. F. C. Ludogorets Razgrad | Bulgaria | 2025 |
| Copa de Bulgaria         | P. F. C. Ludogorets Razgrad | Bulgaria | 2025 |